# Rubber Soul (группа)
Rubber Soul — южнокорейская гёрл-группа, дебютировавшая 10 февраля 2015 года с синглом «Life» с участием Mad Clown, который также помог их наставнику. Трио сформировали лейблы: Universal Music Korea, Happy Tribe Entertainment и withHC. Группа названа в честь альбома The Beatles Rubber Soul. Это название предназначено для того, чтобы показать желание трио соединиться со своей аудиторией.

## История
Группа представила свой сингл «Life» 10 февраля 2015 года на шоу SBS MTV The Show. Это ознаменовало их официальный дебют, и группа продолжила рекламные акции на различных шоу в течение нескольких месяцев с «Life» и их боковым треком «Lonely Friday» с функциями Jinsil Mad Soul Child.
Rubber Soul продолжали продвигать свои синглы на уличных выступлениях в Хонгдэ, а также исполняли неизданные песни, такие как «Choice» и «Beautiful Woman».
В феврале они приняли участие в SNL Korea 6 в качестве гостя в эпизоде 1.
Трио также участвовало в иллюстрированном журнале Dazed в апреле.
В сентябре группа выступала вместе с другими корейскими артистами, такими как MYNAME, G-Friend, Galaxy Express, T-ARA, MAMAMOO и другие, в сентябре для фестиваля Asian Music Network.
В октябре 2015 года группа участвовала вместе с Giriboy, Black Nut и Genius Nochang в «1-м взгляде» для Vans и зимней коллекции «Designed for the Elements».

## Сольная деятельность
Ким участвовала в Unpretty Rapstar 2 в качестве дополнительного участника, начиная с эпизода 6.

## Участники
- Лала (라라) — лидер, рэпер, вокалист
- Чой Чо (최초) — вокалист
- Ким (김) — рэпер, вокалист

## Дискография

### Южная Корея

#### Синглы
- «Life» (2015)
- «Lonely Friday» (2015)
- «I Wish You Good Luck» (mixtape)
- «Freedom» (2017)

## Фильмография

### Телевидение
- SNL Korea 6 (эпизод № 1)